# قطار منتصف الليل (فلم)
قطار منتصف الليل (بالإنجليزية: Midnight Express) هو فيلم دراما تم إنتاجه في الولايات المتحدة والمملكة المتحدة وصدر في سنة 1978 وقصة الفيلم مقتبسة من القصة الحقيقة للمؤلف بيلي هايز الذي تعرض لمعاناة شديدة في السجن وتمكن في الفرار في النهاية.

## القصة
يحكى الفيلم القصة الحقيقية للشاب الأمريكى بيلي هايز الذي تورط في تهريب المخدرات من تركيا، فيتم إلقاء القبض عليه قبل ركوبة الطائرة ويواجه معاناة شديدة وأوضاع مريرة داخل السجن، ما يدفعه لمحاولة الهرب، ولكن محاولته تبوء بالفشل ويتم تعذيبه ثم إيداعه عنبر المختلين عقليًان فيلجأ لتقديم الرشاوى للهروب من السجن، وبعد عدة محاولات ينجح في النهاية من الهرب ويعود إلى بلاده، والفيلم يقدم صورة قاتمة عن المسئولين في السجون التركية والمعاملة القاسية للمساجين، فضلا عن المحامين الاتراك ووسائلهم الملتوية لنجاح قضاياهم و استنزاف موكليهم.

## نقد
وفقاً لرأي سعد البزاز احتوى الفلم على مشاهد تذم العرب ضمنياً، كما تضمن حدوث مشاهد عنف وإجرام متصاحبة مع صوت الأذان.

## بطولة
- براد ديفيز (ممثل)
- جون هرت

### ترشيحات وجوائز
| السنة | الحدث  | الفئة               | النتيجة  |
| ----- | ------ | ------------------- | -------- |
|       | أوسكار | أفضل موسيقى تصويرية | فـــــوز |

## الميزانية والإيرادات
بلغت تكلفة إنتاج الفيلم حوالي 2.3 مليون دولار بينما حقق أرباحا تقدر بـ 35,000,000 دولار.

## وصلات خارجية
- "قطار منتصف الليل "الحقد على الشرق
- مقالات تستعمل روابط فنية بلا صلة مع ويكي بيانات